# تارا پروفیت
تارا پروفیت (انگلیسی: Tara Profitt) یک بازیکن تنیس روی میز اهل ایالات متحده آمریکا است.